# 汪克爾引擎
汪克爾引擎（英語：Wankel engine）屬於無活塞迴旋式四行程內燃機的一種，香港也有人翻譯成運高引擎。由於1960年代起日本馬自達汽車公司改良後陸續推出數款車種，並以「轉子引擎」（rotary engine）打響名號，世人遂將其與轉子引擎劃上等號。事實上，無活塞迴旋式引擎還有許多截然不同的設計形式，不能一概而論。

## 發展歷史概要
1950年代初期，德國工程師菲力斯·汪克爾投身NSU車廠（全名為NSU Motorenwerke AG，1969年被福斯集團收購，並與Auto Union合併成現今的奧迪汽車公司）領導新式引擎的開發工作，而沃特·佛羅德則主持該公司的機車賽事計劃。首先出現的成果是轉子閥門與轉子式引擎機械增壓器，被NSU車廠搭載在一輛50c.c.摩托車上，可產生45p.s.i.的氣壓使得馬力達到13.5bhp，該輛機車當時在波內維爾鹽原（Bonneville salt flats，位於美國猶他州西北部的一個大鹽原，該鹽原常被用來進行車輛速度試驗）創下同級車極速120mph的世界紀錄。
1953年改由佛羅德領導NSU的研究開發部門，但首席工程師反對繼續開發無活塞迴旋式引擎，最後在保證汪克爾將與公司分享專利權以及不增加研究經費的情況下，汪克爾和佛羅德成功說服公司繼續進行此計劃。

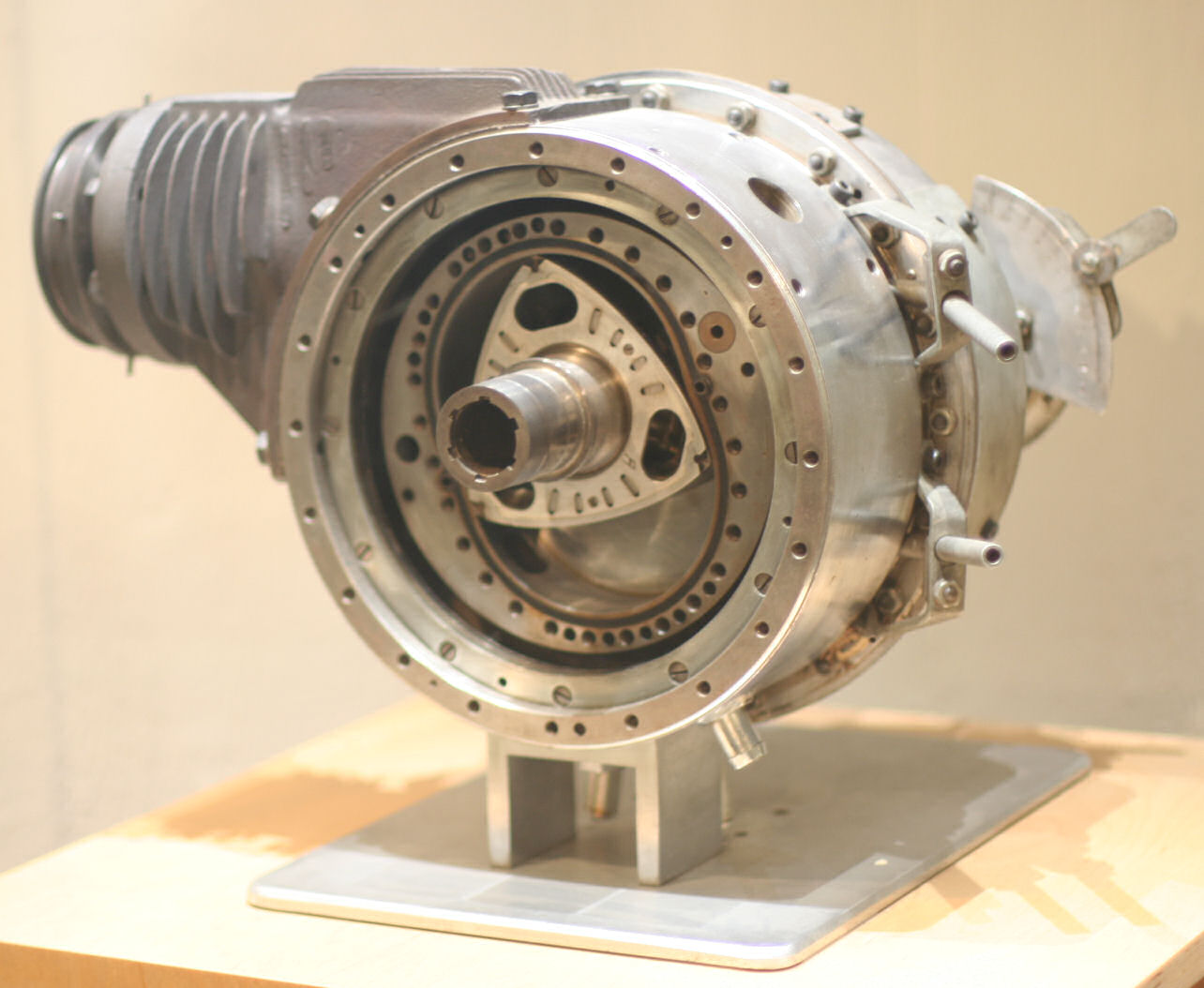
德國波昂博物館展出的DKM 54型引擎

1957年2月1日汪克爾成功試作出第一個原型機DKM 54（的縮寫），至當年五月時該引擎動力輸出達21bhp。與傳統的往復式活塞引擎不同的是，轉子引擎沒有活塞，其運轉元件稱為轉子，斷面造型是被稱為類似勒洛三角形的定寬形狀。轉子循偏心軸採軸向運轉，而不需利用槓桿與凸輪結構將輸出的力量轉向，因而減少了能量的耗損。轉子循偏心軸運轉，轉子室也會跟著迴旋，如此能產生超高轉速，NSU試做的原型機竟能達到17,000rpm。相對來說機械構造也比較複雜，譬如要更換火花塞必須拆開整顆引擎。這顆DKM 54型的排氣量125c.c.，最佳的動力表現是德制馬力25hp / 17,000rpm，轉子室空間直徑約 260 毫米，偏心軸偏心 9.5 毫米，三枝火星塞會隨著轉子旋轉。

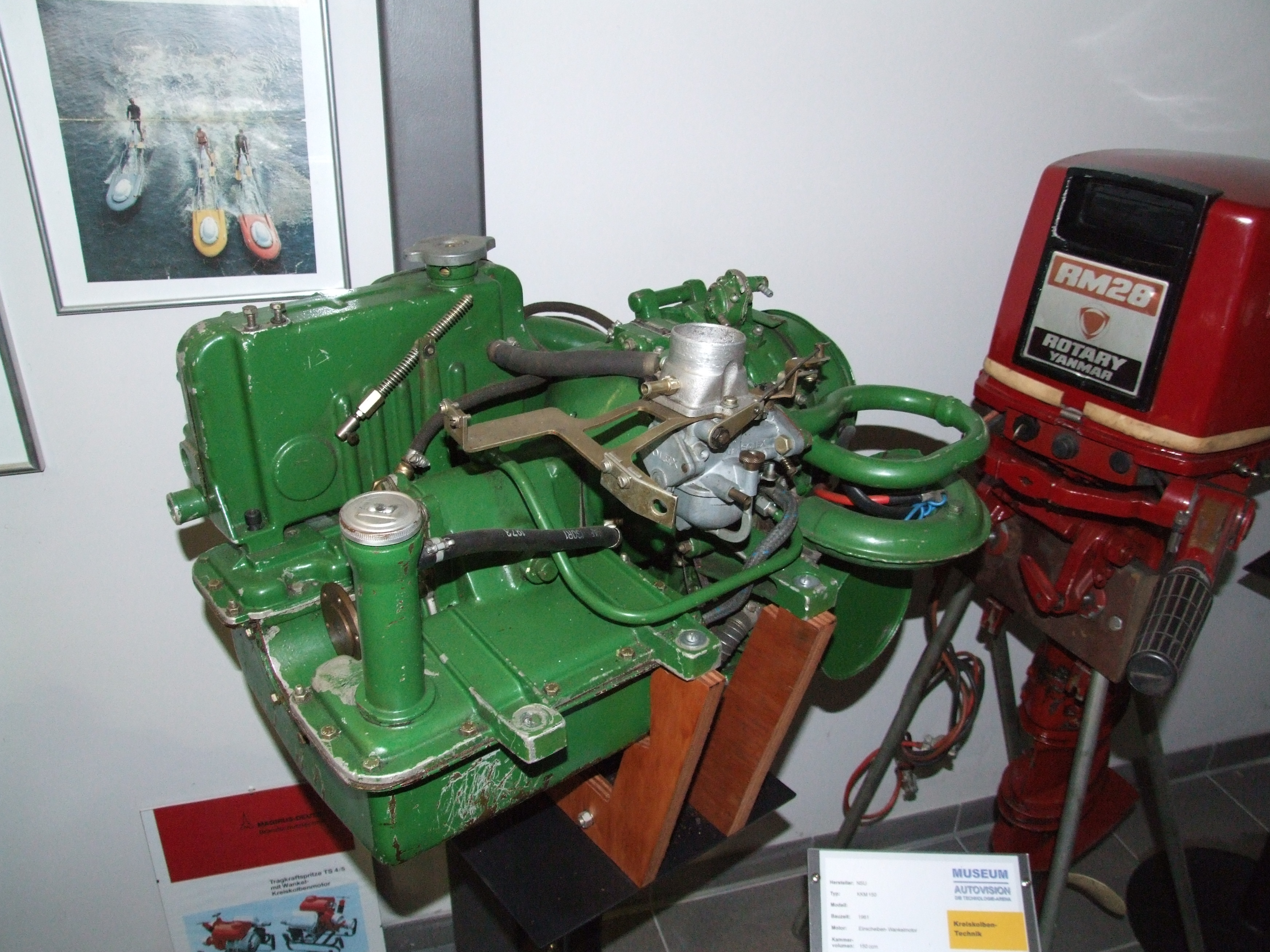
KKM150型引擎

因為機械構造過於複雜，NSU車廠於1957年放棄DKM型引擎的設計概念，改採佛羅德的设计，即只讓轉子迴旋，轉子室則被固定住，稱為KKM型（的縮寫）。但如此一來卻遇到了難題：轉子三個頂端的氣封密閉性會隨著轉子迴旋而逐漸下降。1958年有兩種KKM型引擎成功通過測試，確立了此型引擎的構造原理。1960年1月19日汪克爾在德國工程師學會（德語：VDI,Verein Deutscher Ingenieure）的會議上向世人公開發表這具新的無活塞迴轉式引擎，因此又被稱作汪克爾引擎。同年NSU車廠將KKM 250型引擎試裝在Prinz車款上，最大德制馬力30hp / 5,000rpm。後來NSU車廠計畫將KKM 500型引擎搭載在NSU Spider車款上市銷售，然而真正的發售時間卻推遲至1964年，因為缸壁的抗磨力差，轉子頂端的氣封刮傷缸壁造成混合油氣無法被密封的嚴重技術性問題。
1950年代末期和1960年代初期之間透過NSU車廠與汪克爾的授權，這種新式引擎的概念被廣泛應用在諸如割草機、船舶等機具上（詳情請見後面的公司列表）。1959年美國柯蒂斯-萊特公司在此型引擎構造上做了小幅度修改；英國勞斯萊斯汽車公司於1960年初期發展出柴油版的二段式汪克爾引擎。日本的鈴木使用Ferro-TiC®合金改善NSU轉子頂端的菱封材質，延長汪克爾引擎的壽命，並推出名為「RE-5」的摩托車。1971年專門製造雪上摩托車與ATV的美國北極貓公司（Arctic Cat Inc.）採用德國費區泰爾與薩克斯公司（Fichtel & Sachs AG，ZF薩克斯前身）製造的303c.c.汪克爾引擎，組裝在他們的雪上摩托車。

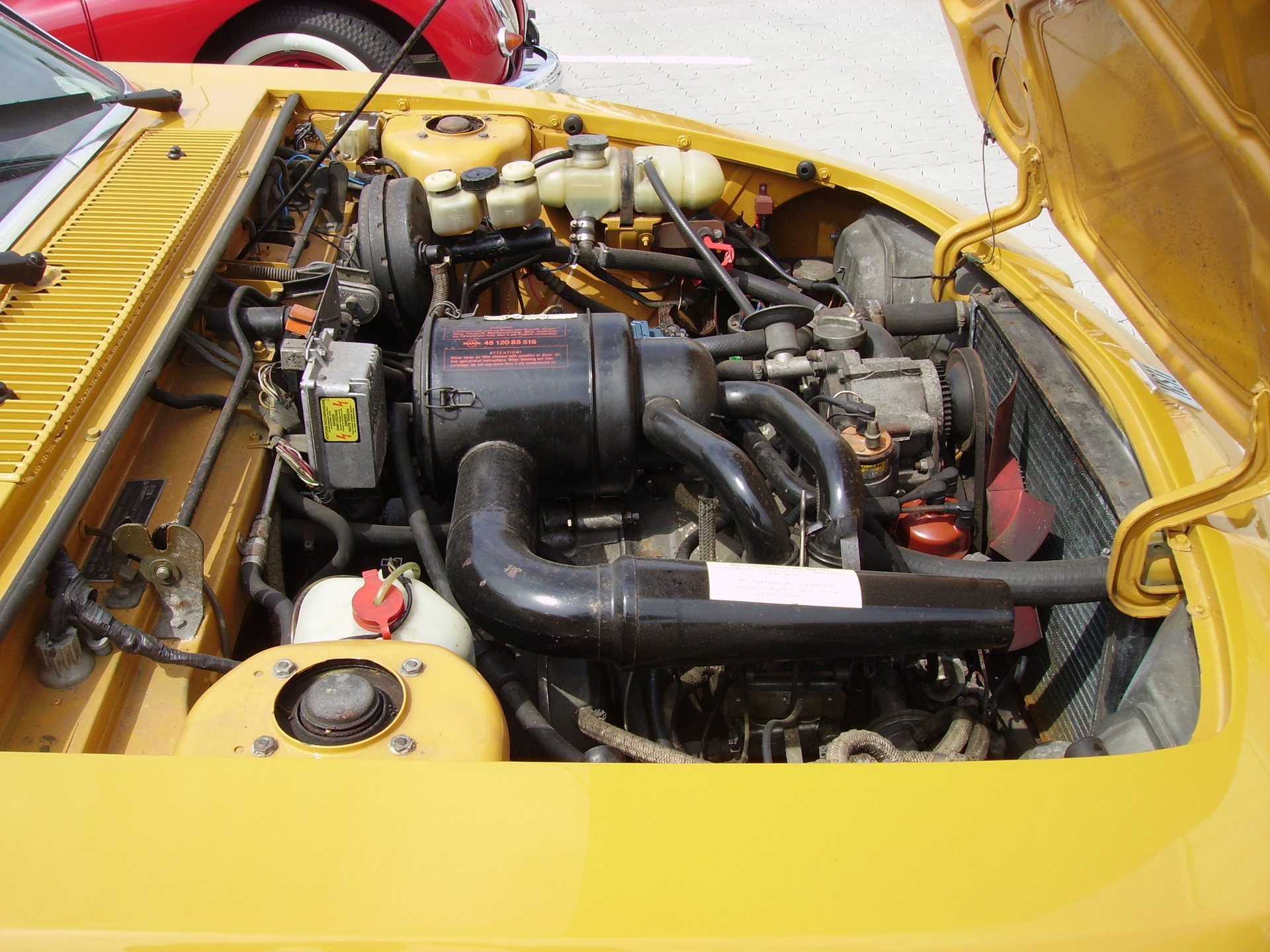
NSU Ro80的汪克爾引擎

同時，汪克爾引擎在汽車的應用上也未曾停歇。繼Spider後，NSU車廠於1967年推出四門轎車型的Ro 80；法國雪鐵龍也採用寇摩托公司（Comotor SA）製造的汪克爾引擎，分別在1969年和1970年推出M35（995c.c.單轉子KKM 613型）和雪鐵龍GS Birotor（497.5c.c. X 2雙轉子KKM 624型）兩款車。美國通用汽車和德國戴姆勒·奔驰也曾取得授權企圖發展此類型引擎，最後卻無疾而終。日本東洋工業（馬自達前身）自1961年2月27日取得製造許可後，比世上任何車廠投注更大的心血進行研究改良，終於在1967年推出Cosmo Sports。蘇聯的AvtoVAZ汽車公司（JSC AvtoVAZ Common）在未經汪克爾授權的情況下，於1978年設計出一顆代號為VAZ-311的單轉子引擎，接著在1980年以VAZ-411型雙轉子引擎搭載在VAZ-2106車款上，大約生產了200輛。

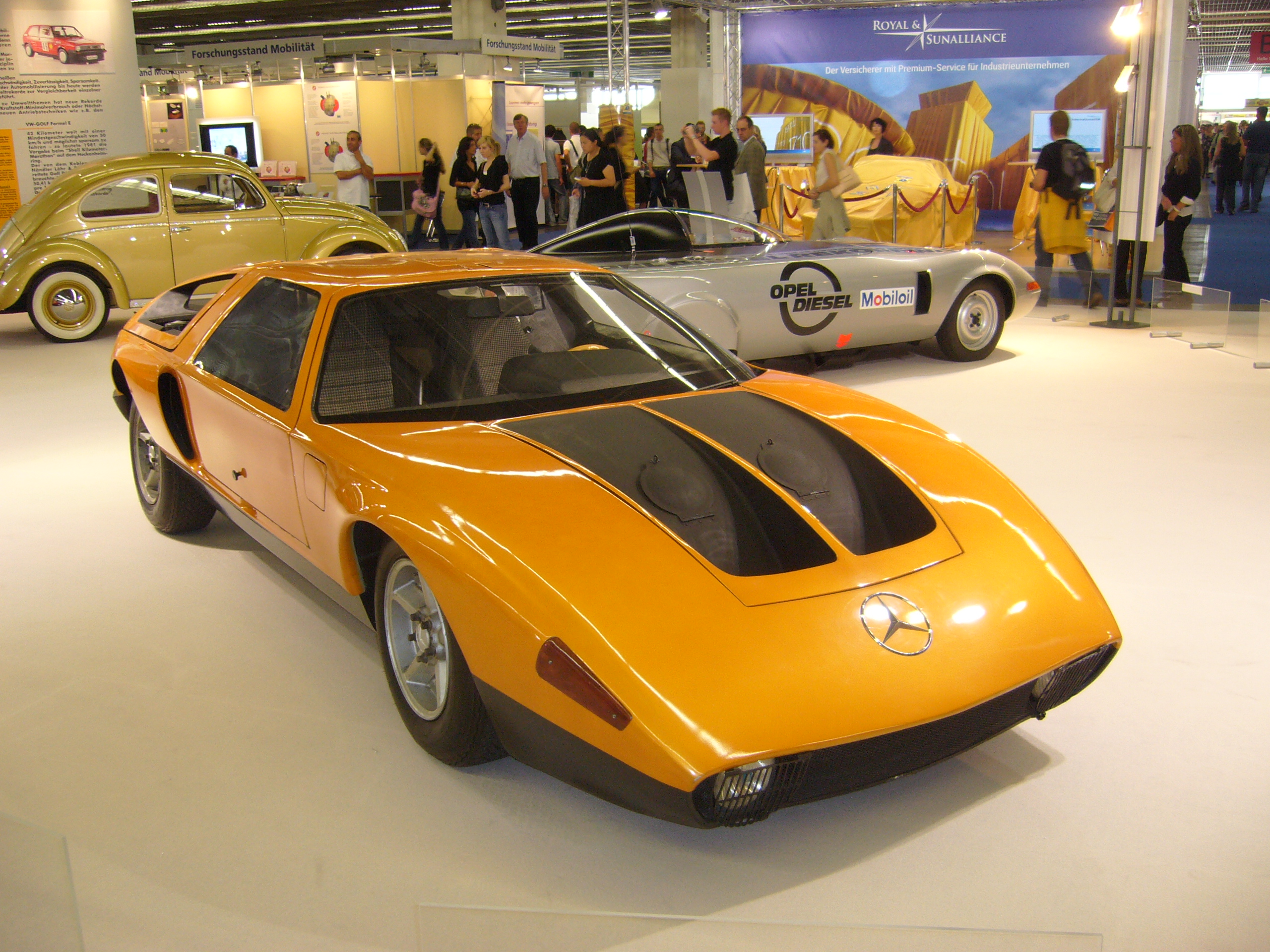
奔驰C111概念車

德國梅賽德斯-奔驰汽車公司亦曾向NSU車廠購買專利權，並開發出燃油直噴型三轉子M950F型汪克爾引擎，1969年搭載在C111概念車上；翌年更製造出四轉子汪克爾引擎（開發代號同為M950F），最大馬力370hp，極速可達290km/hr。美國汽車公司也曾於1973年2月簽約買下專利權，打算自行發展並裝在Pacer車款上，但最後決定向已經在1970年11月取得NSU車廠許可的通用汽車公司採購。可惜通用汽車開發此型引擎的速度來不及跟上Pacer上市發售的腳步。部分原因出自1973年10月爆發的第一次石油危機導致汽油價格攀升，且通用汽車開發的汪克爾引擎無法通過美國的車輛廢氣排放標準，所以後來也未曾公開其試驗結果。
自21世紀開始，全球變暖造成全球環境的劇烈變化，全球車廠開發新型車輛時也思考如何節能減碳，因此混合動力車輛、氫氣車等強調環保意識的汽車受到消費者的青睞。德國奧迪汽車公司在2010年研發以單轉子引擎搭配電動機的A1 e-tron車款，由於汪克爾引擎具有高效率、低振動、輕量小巧的特性，才被奧迪汽車納入計劃，以便在鋰電池電量不足時，用來驅動發電機。

## 設計

### 構造與零件
1. 進氣埠（engine inlet）：導入混合油氣。
2. 排氣埠（exhaust outlet）：排出廢氣。
3. 轉子外殼（rotor housing）：以鋁合金製成，內壁施以表面硬化處理，另設置火星塞孔（spark plug insert）與排氣埠，這個部份相當於往復式活塞引擎的汽缸頭。
側邊外殼：組裝於圓筒狀的轉子外殼側面，形成密閉的燃燒室。頂面有一進氣埠，中央則有穿過偏心軸（eccentric shaft）軸承的中心齒輪。
4. 燃燒室（combustion chamber）：類似勒洛三角形的轉子把此密封空間劃分成進氣壓縮、爆發膨脹、排氣三個獨立作業的空間。
5. 中心齒輪（stationary gear）：與轉子內圈齒輪嚙合，控制轉子的迴旋。
6. 轉子（rotor）：作用相當於往復式活塞引擎的活塞和連桿，斷面近似勒洛三角形，側面的凹槽（combustion cavity）尺寸攸關引擎壓縮比。根據迴旋的位置，進、排氣埠會隨著關閉或打開，因此也具有排氣門的功能。
7. 轉子內圈齒輪（internal gear）：與中心齒輪嚙合，控制轉子的迴旋。
8. 偏心軸（eccentric shaft）：亦稱為輸出軸，作用相當於往復式活塞引擎的曲軸。此零件的自轉對轉子軸承形成偏心作用，帶動轉子迴旋。
9. 火星塞（spark plug）：產生電火花以點燃經過霧化的汽油和空氣混合物，達到爆發膨脹的行程。

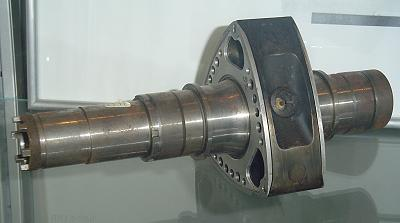
NSU DKM 54型的偏心軸與轉子，轉子側面可見到凹槽
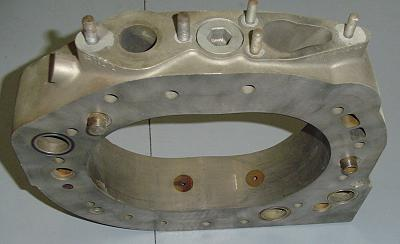
NSU 612/4型的轉子外殼，上方為火星塞孔
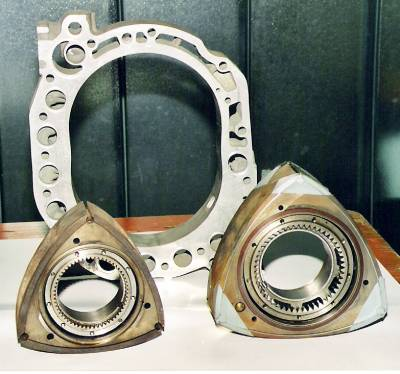
後方為NSU E871車款的轉子外殼，右前方為其轉子；左前方為NSU Ro80車款的轉子
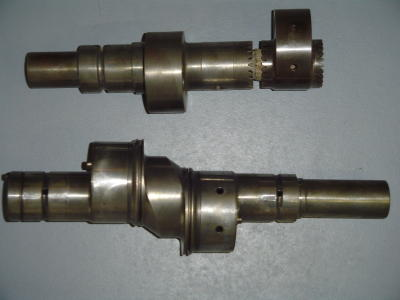
NSU 612型（上）與619型（下）的偏心軸
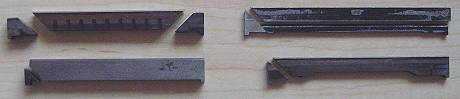
轉子頂點的菱封（apex seal）
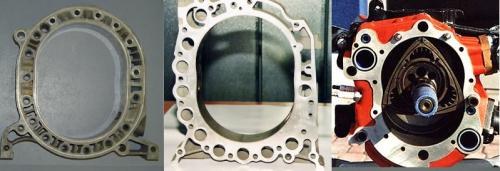
分佈在轉子外殼周圍的冷卻孔，由左至右依序為馬自達10A型、NSU EA871型、奧地利鑽石飛機工業（Diamond Aircraft Industries）的汪克爾引擎

### 基本工作原理
汪克爾引擎的基本結構是在一個橢圓形的空間中，置入一個類似勒洛三角形的轉子，轉子的三個面將橢圓形空間劃分為三個獨立的燃燒室。由於轉子採偏心運轉，因此這些被分隔的獨立燃燒室在運轉過程中，容積會不斷地改變，此型引擎就是利用密閉空間變化的特質來達成四行程運轉所需要的進氣、壓縮、點火與排氣過程。
傳統四衝程往復式活塞引擎引擎轉兩圈，各汽缸才完成一次進氣、壓縮、點火與排氣的過程。至於汪克爾引擎，轉子內圈齒輪的齒數為51、中心齒輪的齒數為34，51-34=17、17÷51=1/3。轉子的三個面同步進行不同的四衝程周期，故第一個面回到原點（也就是轉子轉一圈）便完成三次四衝程周期。

### 優點
汪克爾引擎的轉子每旋轉一圈就作功三次，與一般的四衝程引擎每旋轉兩圈才作功一次相比，整個引擎只有兩個轉動部件，跟一般的四衝程往復式引擎具有二十多個活動部件相比，簡化的結構使引擎體積縮小、重量減輕，故障率也減少。另外，由於轉子引擎的軸向運轉特性，它不需要精密的曲軸平衡就能達到較高的運轉轉速，其轉速比往復式引擎上升得快，且具有高馬力容積比（引擎容積較小卻能輸出較多動力）的優點。
轉子旋轉的圓形運動比往復式活塞引擎的水平直線運動（指連桿、曲軸帶動活塞）運行得更平順，故汪克爾引擎的震動與噪音比較小。汪克爾引擎既然體積不大且運轉順暢，又沒有往復式引擎排氣門導致的局部高熱，所以排放的廢氣中少有碳氫化合物，這也是優點之一。
再者，汪克爾引擎沒有進、排氣門為轉子進行吸、排氣埠的開闔，故不會產生因氣門結構引起的機械性損失或失誤，即使高轉數運作下也能確保正常的啟閉。因此以馬力而言，汪克爾引擎比往復式活塞引擎佔更大的優勢。

### 缺點
想提升往復式活塞引擎的輸出馬力，方法非常簡單，但汪克爾引擎則不然。譬如改變往復式活塞引擎凸輪軸的角度或揚程，以變更氣門正時或加大重疊角而提升馬力；在汪克爾引擎上則必須移動或擴張進、排氣埠才得到同樣的效果。但是組裝往復式引擎的凸頂活塞提高壓縮比，以增加油氣混合密度且調整空燃比進而提升馬力，這種方式在汪克爾引擎上卻辦不到。即使加大轉子側邊的凹槽尺寸，也不能改變其空氣吸入量。換言之，想改造汪克爾引擎本體而增加馬力，便必須犧牲低轉速扭力換取高轉速馬力。
此外，點火系統也是汪克爾引擎的弱點之一。因為它的燃燒室會移動運轉，爆炸的過程中火焰傳播的型態必定不佳，要採用複雜的雙點火系統和更強力的電火花，所以點火正時與火星塞的位置非常重要。
因燃燒時間短暫，混合油氣的燃燒不完全，使得耗油量比往復式引擎多了約10%。汪克爾引擎在啟動與低轉速時會排出大量的碳氫化合物，是往復式引擎的二倍。但是加速提高轉速後，排出量明顯下降，所以一般對汪克爾引擎的空氣汙染問題都有疑慮。為了解決這個問題，一般會加裝熱反應器、觸媒反應器與後燃器等裝置。相對地，由於轉子引擎的三個燃燒室並非完全隔離，因此在使用一段時間之後容易因為菱封材料與缸壁磨損而造成漏氣問題，大幅增加油耗與污染。
雖然轉子引擎具有以小排氣量、利用高轉速而產生高輸出的特性，但由於工作原理與往復式引擎不同，世界各國在制訂引擎排氣量的稅則時，皆是以轉子引擎的實際排氣量乘以二來作為與往復式引擎之間的比較基準。舉例來說，馬自達生產的RX-8跑車，實際排氣量雖然只有1,308c.c.，但在日本國內卻是以2,616c.c.的排氣量來作為稅級計算的基準。

## 獲得授權許可製造的公司列表
| 許可日期       | 公司名稱                                                  | 國家   | 許可範圍                             |
| -------------- | --------------------------------------------------------- | ------ | ------------------------------------ |
| 1958年10月21日 | 柯蒂斯-萊特公司                                           | 美國   | 沒有任何限制                         |
| 1960年12月29日 | 費區泰爾與薩克斯公司（Fichtel & Sachs AG）                | 德國   | 工業用發動機與船舶，0.5-30ps         |
| 1961年2月25日  | 洋馬柴油引擎公司（Yanmar Diesel Co. Ltd，洋馬發動機前身） | 日本   | 汽油（1-100ps）與柴油引擎（1-300ps） |
| 1961年2月27日  | 東洋工業株式會社（馬自達前身）                            | 日本   | 地面機動車輛汽油引擎，1-200ps        |
| 1961年10月4日  | 克羅克納·洪堡·道依茨公司（Klöckner-Humboldt-Deutz AG）    | 德國   | 柴油引擎，沒有任何限制               |
| 1961年10月26日 | 戴姆勒·奔驰公司                                           | 德國   | 汽油引擎，50ps以上                   |
| 1961年10月30日 | MAN集團                                                   | 德國   | 柴油引擎，沒有任何限制               |
| 1961年11月2日  | 蒂森克虜伯股份公司                                        | 德國   | 柴油引擎，沒有任何限制               |
| 1964年3月12日  | 戴姆勒·奔驰公司                                           | 德國   | 柴油引擎，沒有任何限制               |
| 1964年4月15日  | 阿爾法·羅密歐公司                                         | 義大利 | 汽油引擎50-300ps或者乘用車           |
| 1965年2月17日  | 勞斯萊斯公司                                              | 英國   | 柴油或混合式引擎100-850ps            |
| 1965年2月18日  | IFA車廠（Industrieverband Fahrzeugbau）                   | 東德   | 汽油引擎0.5-25ps和50-150ps           |
| 1965年3月2日   | 保時捷公司                                                | 德國   | 汽油引擎50-1,000ps                   |
| 1966年3月1日   | 舷外機公司（Outboard Marine Corp.）                       | 美國   | 汽油引擎50-400ps                     |
| 1967年5月11日  | 寇摩托公司（Comotor SA）                                  | 盧森堡 | 汽油與柴油引擎40-200ps               |
| 1967年9月12日  | 葛勞納公司（Graupner）                                    | 德國   | 0或1-3ps模型玩具用發動機             |
| 1969年8月28日  | 薩文格爾公司（Savkel Ltd.）                               | 以色列 | 工業用汽油發動機0.5-30ps             |
| 1970年10月1日  | 日產汽車公司                                              | 日本   | 汽油引擎80-120ps                     |
| 1970年11月10日 | 通用汽車公司                                              | 美國   | 任何形式的發動機，但飛機除外         |
| 1970年11月24日 | 鈴木公司                                                  | 日本   | 摩托車用汽油引擎 20-60ps             |
| 1971年5月25日  | 豐田汽車公司                                              | 日本   | 汽油引擎75-150ps                     |
| 1971年11月29日 | 德國福特汽車公司（Ford-Werke AG, Köln）                   | 德國   | 汽油引擎80-200ps（但1974年解約）     |
| 1972年7月25日  | 伯明罕槍枝公司（Birmingham Small Arms Company）           | 英國   | 摩托車用汽油引擎35-60ps              |
| 1972年9月29日  | 山葉發動機株式會社                                        | 日本   | 摩托車用汽油引擎20-80ps              |
| 1972年10月4日  | 川崎重工業株式會社                                        | 日本   | 摩托車用汽油引擎20-80ps              |
| 1973年2月3日   | 美國汽車公司（American Motors Corp.）                     | 美國   | 汽油引擎20-200ps                     |

## 應用領域

### 摩托車引擎

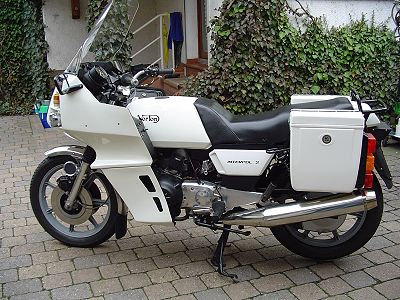
諾頓Interpol2原型車

1974年後的三年間，德國赫拉克勒斯公司（Hercules GmbH）大量製造了以汪克爾引擎為動力來源的赫拉克勒斯W-2000。他們的汪克爾引擎製造技術與菱封零件後來被英國諾頓摩托車公司（Norton Motorcycles（UK）Ltd）於1980年代初期打造出Commander車款。日本鈴木公司亦曾在1974年推出量產的汪克爾引擎機車RE-5，為了引擎散熱問題而設計的獨特散熱片、旋轉車鑰匙發動時儀表板的外罩會打開。不過因消費者難以接受新式引擎、油耗表現不佳等問題，讓這輛銷售低迷的機車在1976年壽終正寢。
荷蘭的機車進口製造商范文摩托車（Van Veen）曾使用寇摩托公司（Comotor SA）製造的汪克爾引擎，在1976年至1981年間推出OCR 1000機車。2011年購入相關設備、設計圖紙、模具等的安德里斯·威靈加（Andries Wielinga）重製了10輛，並公開銷售。

### 飛機引擎

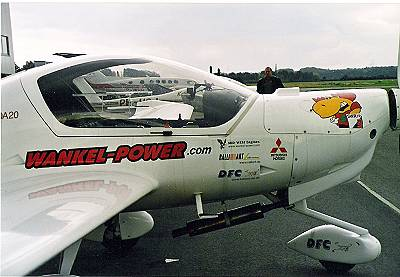
鑽石飛機公司的DA20型飛機搭載汪克爾引擎

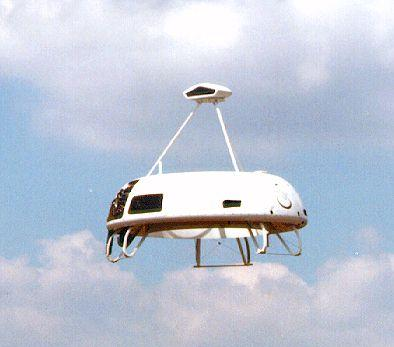
西科斯基飛機公司開發的Cypher

世界上第一架實驗性汪克爾引擎飛機是美國陸軍在1968年至1969年間使用的QT-2偵察機，源自洛克希德公司（Lockheed Corporation）製造的Q-Star。它的引擎來自柯蒂斯-萊特公司RC2-60型汪克爾引擎，可輸出185hp的最大馬力。
汪克爾引擎也被應用在軍用無人駕駛直升機上，譬如美國西科斯基飛機公司（Sikorsky Aircraft）研發的Cypher和Cypher II，使用UEL AR801型汪克爾引擎，最大馬力為50hp。Cypher II也曾是美國海軍採購無人飛行載具的候選者之一。

### 其他
由於汪克爾引擎體積小巧、構造簡單，美國柏克萊加州大學的微機電系統汪克爾引擎研究室已經發展出直徑1毫米、排氣量0.1 c.c.的汪克爾引擎；組成的材質包括矽和壓縮空氣。他們最終的目標是開發出一具可以供應100毫瓦特電力的內燃機。

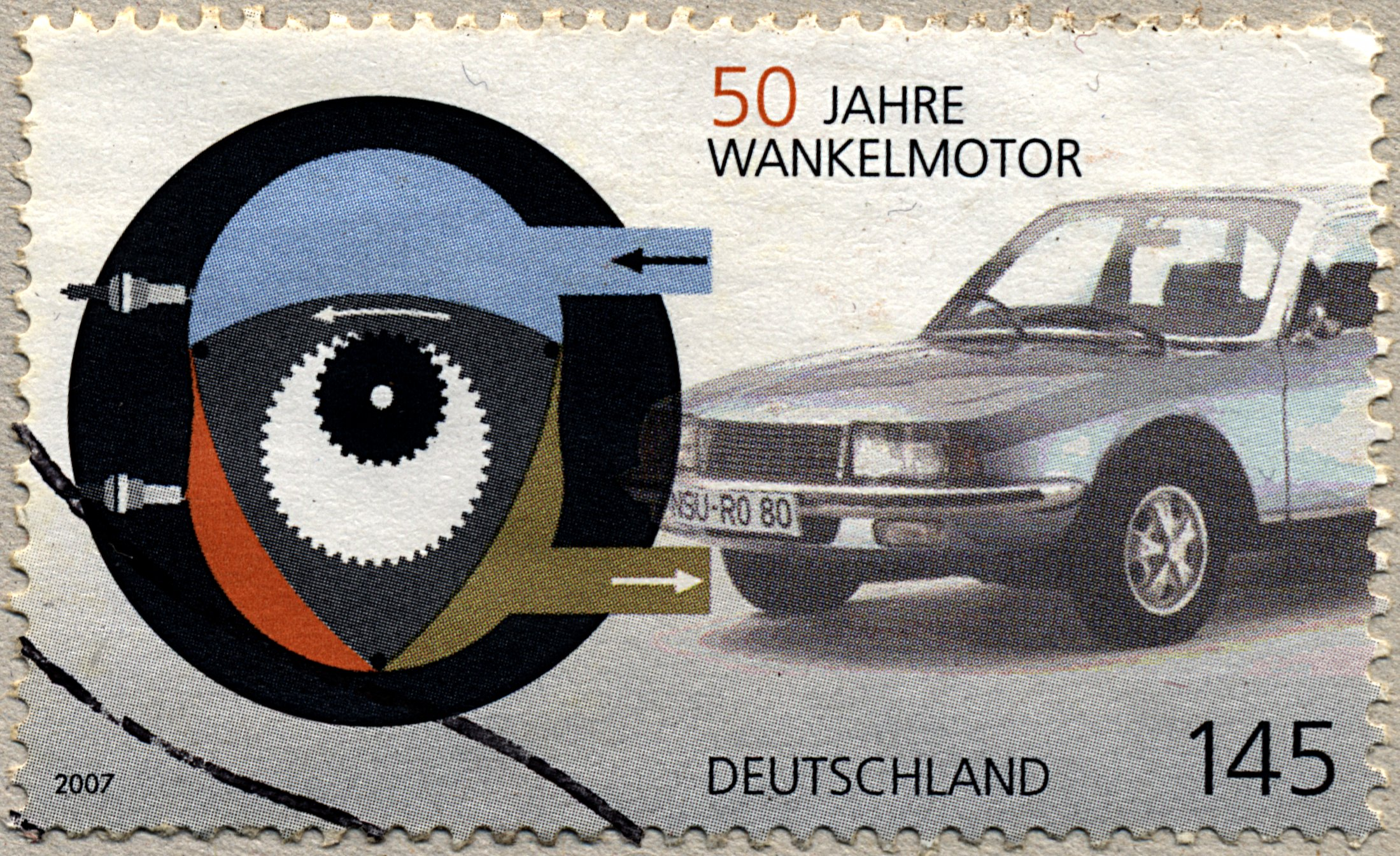
2007年德國發行汪克爾引擎50周年紀念郵票

目前世上最大的汪克爾引擎是1975年至1985年間由美國英格索·蘭德（Ingersoll Rand）公司建造供應，單顆轉子最大馬力550hp、雙轉子則達1100hp；其轉子直徑約一米，排氣量為41,000c.c.。它起源於柯蒂斯-萊特公司以前失敗的設計並加以改良：將引擎轉速限制成1,200rpm，且使用天然瓦斯做燃料。這個改進方式很成功，因為這具世界最大的汪克爾引擎被用來驅動天然氣輸送管線的壓縮機。日本揚馬柴油引擎公司（Yanmar Diesel Co. Ltd）則使用汪克爾引擎組裝在電鋸機或小船發動機等。
除了內燃機的使用，最原始的汪克爾引擎原理也可應用在氣體壓縮機和機械增壓器（supercharger）上，以作為內燃機的輔助裝置。話說回來，假設以汪克爾式機械增壓器加諸在汪克爾引擎上，事實上只是將汪克爾引擎的規模擴大成兩倍而已。最有趣的應用實例是梅賽德斯-賓士和福斯汽車將汪克爾引擎的原理使用在座位安全帶的預緊裝置（pre-tensioner system）上。在這些車款上，當減速感應器偵測到潛在危機時，微量的炸藥被電子裝置觸發爆開致使壓縮氣體灌入汪克爾引擎裡，旋即拉緊座位安全帶，使得駕駛者和乘客在意外發生前即被固定在座位上。

### 引用
1. ↑  參考motofan: Rotary Engine in Motorcycle旋轉引擎[永久]，第三段末。
2. ↑  有一派學者認為轉子的形狀即為勒洛三角形，譬如UPDATE: Wankel 2.0. The Return of the Rotary Engine （页面存档备份，存于），但另一派則認為不是，譬如The shape of the Wankel rotor （页面存档备份，存于），故此處寫成「類似」以避免爭議。
3. ↑  請見（德文）勞斯萊斯1966年發表的R族柴油汪克爾引擎 （页面存档备份，存于）。
4. ↑  請見《Wankel Rotary Engine: A History》，John B. Hege著，McFarland出版社，2001年出版，頁75，ISBN 9780786411771。
5. ↑  參看（英文）LADA - part II （页面存档备份，存于）。
6. ↑  參看AutoNet - 單缸轉子引擎，AUDI A1 e-tron正式量產上市最後一塊拼圖 （页面存档备份，存于）。
7. ↑  Jason Fenske. . Drivetribe.com.   [2021-11-15]. （原始内容存档于2021-11-15）.
8. ↑  . Car Throttle.   [2021-11-15]. （原始内容存档于2021-11-15）.
9. ↑  參看（德文）Hercules W2000 （页面存档备份，存于）。
10. ↑  請見珍貴影像釋出!搭載轉子引擎的SUZUKI「RE-5」。

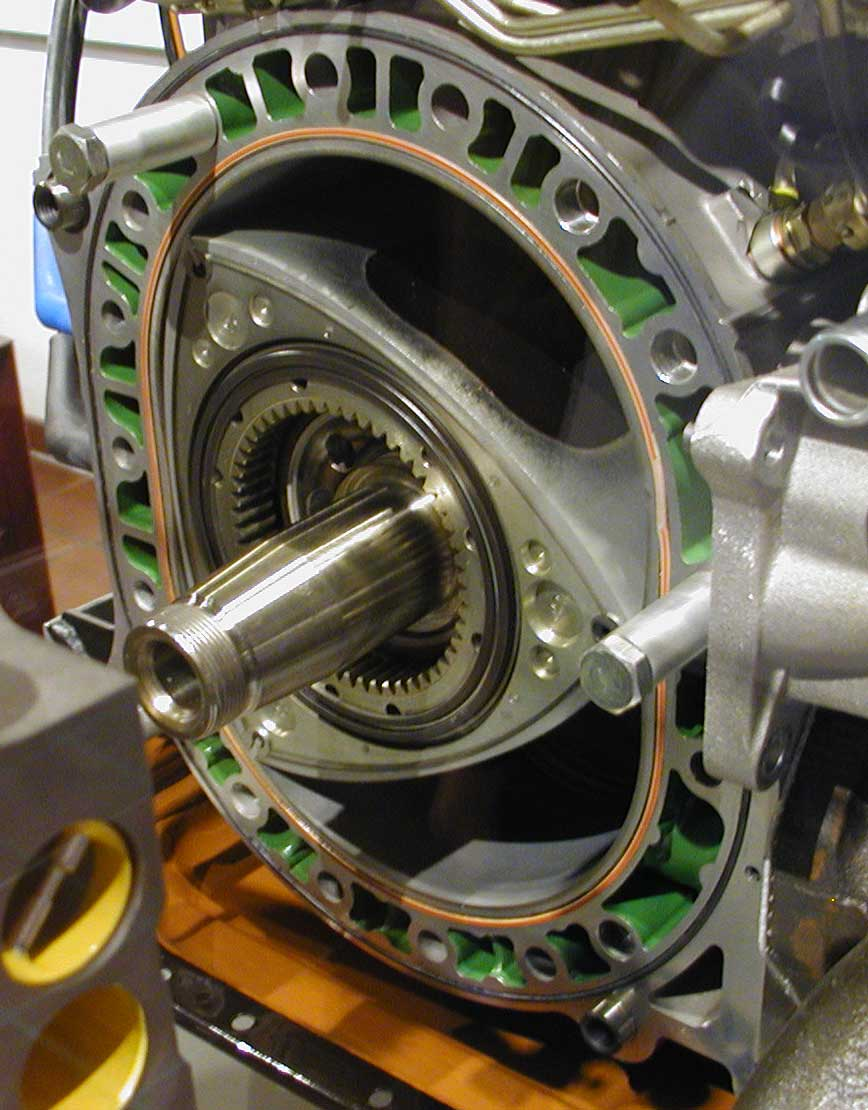
汪克爾引擎剖面，展示於德國慕尼黑的德意志博物館。

11. ↑  參看（英文）Berkley-MEMS-Wankel engine 的存檔，存档日期2010-07-10.。
12. ↑  參看（德文）Ingersol-Rand Co. （页面存档备份，存于）。
13. ↑  參看（德文）Yanmar Diesel （页面存档备份，存于）。
14. ↑  參看（英文）Occupant Safety Systems 的存檔，存档日期2008-02-28.，頁11-12。
15. ↑  參看美國專利第5,485,970號。

### 來源
書籍
- The Wankel Rotary Engine: A History，約翰·海巨（John B. Hege）著，McFarland出版，2006年12月13日，ISBN 978-0786429059.
- Felix Wankel: Mehr als ein Erfinderleben，馬庫斯·帕普洛（Markus Popplow）著，Sutton Verlag GmbH出版，2011年11月，ISBN 978-3-86680-763-1.

## 外部連結
- （英文）美國專利第2,988,008号 - 汪克爾引擎的專利內容
- Youtube - The Rotary Combustion Engine汪克爾引擎構造與作動原理 （页面存档备份，存于）
- （英文）Rotary Engline Illustrated轉子引擎 （页面存档备份，存于）
- （英文）Craig's Rotary Page: NSU Wankel rotary engines and cars （页面存档备份，存于）